# Sabrina Palie
Sabrina Palie, née le 23 juillet 1981 à Oullins, est une joueuse de basket-ball française qui évolue au poste d'arrière.

## Biographie
Pré-sélectionnée en équipe de France en 2005, elle dispute trois rencontres sous le maillot bleu, entre le 29 juillet contre la Hongrie et le 30 juillet 2005 face à la Pologne. Elle connait une troisième sélection, le 15 août contre la Chine mais elle ne rentre pas sur le parquet.
En 2009, elle commence la saison comme pigiste à Aix-en-Provence pour remplacer Claire Tomaszewski blessée, avant de finir la saison à Naples (10,5 pts par match).
En 2006, elle joue en WNBA (11 matches à 1, pts de moyenne) avec les Detroit Shock, qui remportent le titre WNBA sous la direction de Bill Laimbeer. Mi-2012, elle prend sa retraite sportive.
Elle joue en Nationale 1 en 2013-2014 pour le club d'Aulnoye-Aymeries, qui obtient l’accession en Ligue 2.
En janvier 2015, elle rejoint le Léon Trégor Basket 29. Après 16,8 points et 3,8 rebonds en 10 matches, elle prolonge d'une saison supplémentaire en Bretagne.
En septembre 2016, elle dispute avec l'Équipe de France 3x3 le championnat du monde en Chine.
Pour la saison 2017-2018, elle part du club de Landerneau Bretagne Basket (ex Léon Trégor Basket 29) pour évoluer au Chalon Basket Club en NF3. Elle inscrit 29 points face à Caluire, le 28 avril 2018, en Play-offs NF3.

## Palmarès

### Clubs
- 1999-2000: Union sportive Valenciennes Olympic
- 2000-2003: Saint-Jacques Sport Reims
- 2003-2008: GS Trogylos Basket Priolo
- 2008-2009: Saint-Amand Hainaut Basket
- 2009-2010: Pays d'Aix Basket 13
- 2009-2010: ASD Napoli Basket Vomero
- 2010-2011: Challes-les-Eaux Basket
- 2011-2012: Villeneuve-d'Ascq
- 2013-2014: AS Aulnoye-Aymeries
- Janvier 2015 - Juillet 2015 : Léon Trégor Basket 29
- Août 2015 - Août 2015 : Landerneau Bretagne Basket
- Septembre 2015 - : Chalon Basket Club

### Palmarès
- Championne WNBA 2006[3]
- 1997 : 3e au championnat d'Europe cadettes[5]
- 1999-2000 : Vice-championne de France et finaliste de la coupe de France[5]